# Eugène de Béthisy
Pour les articles homonymes, voir Béthisy.
Eugène de Béthisy (1656-1721), marquis de Mézières, est un général de cavalerie.

## Biographie
Eugène Marie de Béthisy est baptisé le 18 mai 1656 à Paris, paroisse Saint-Louis-en-l'Île, fils de Charles de Béthisy, seigneur de Mézières, Camp-Vermont, Ignaucourt, gentilhomme de la chambre du comte de Soissons, capitaine de la compagnie d'hommes d'armes de ses ordonnances, lieutenant-général des armées du Roi, et de Anne de Perdrier. 
il est le frère de Marie-Françoise de Béthisy, mariée avec Charles Antoine de Lévis, comte de Charlus, dont le fils est Charles Eugène de Lévis Charlus, duc de Lévis et pair de France.
Il commence en 1674 à servir dans les armées du Roi comme cornette au régiment de Foix.
Il sert en Alsace sous Turenne, puis est promu capitaine en 1675. Il sert sous le maréchal de Luxembourg, puis à l'armée d'Allemagne sous le maréchal de Créquy. En 1686, il est fait capitaine au régiment Royal-étranger, sert sous le maréchal de Duras, puis en Flandre sous le maréchal de Luxembourg.
Devenu sous-lieutenant de la compagnie des chevau-légers de Bourgogne, il sert au siège de Mons et est promu mestre de camp de cavalerie.
Promu en 1692 capitaine-lieutenant de la même compagnie, il couvre le siège de Namur avec le maréchal de Luxembourg et prend part à la victoire de Steenkerque. En 1693, il sert en Flandre, puis en Allemagne et en Italie. Il est blessé à la bataille de La Marsaille.
Nommé capitaine-lieutenant de la compagnie des gendarmes anglais à la fin de 1693, il sert en Allemagne en 1694 et 1695 et est promu brigadier des armées du Roi au début de 1696. Il sert ensuite en Italie, où il prend part notamment à la bataille de Luzzara.
Employé à l'armée du Rhin, il sert au siège de Brisach, au siège de Landau, à la bataille de Spire, à la bataille d'Hochstedt.
Promu maréchal de camp en 1706, il sert à la bataille de Ramillies, où il est fait prisonnier en couvrant la retraite de la Maison du Roi.
En juin 1706, Louis XIV le fait gouverneur des villes et citadelles d'Amiens et Corbie. En 1710, il le promeut lieutenant-général.
En 1709, il contribue au rétablissement de l'armée française à la bataille de Malplaquet. En 1712, il prend encore part au siège de Douai, puis au siège du Quesnoy.
Eugène de Béthisy servit sous Nicolas de Catinat, se signala surtout à la bataille de Fleurus, où il chargea plusieurs fois l'ennemi et porta personnellement au Roi la nouvelle de la victoire, à la bataille de Steinkerque.
Le 6 novembre 1707, il est maintenu dans sa noblesse par Jean-Louis de Bernage, intendant de Picardie.
À la suite de son mariage, il devient actionnaire de la Compagnie du Mississippi, qui contribue à la colonisation de la Louisiane, notamment par la mise en valeur d'une concession sur la rive Est du Mississippi, entre Pointe-Coupée et Bâton-Rouge. La réussite de cette entreprise lui procure une importante fortune. Il achète en 1719 l'Hôtel d'Étampes, à Paris, 61 rue de Varenne.
Il meurt à Paris, paroisse Saint-Sulpice, le 24 avril 1721.

### Mariage et descendance
Par contrat passé le 4 mars 1707, il épouse Éléonore d'Oglethorpe, fille de feu Théophile Simon Sutton Oglethorpe, seigneur d'Earlston, en Grande-Bretagne, capitaine-lieutenant des gardes du corps du Roi Charles II d'Angleterre, maréchal de ses camps et armées, lieutenant de Roi du comté de Surrey, et d'Eléonore Walle. Elle mourut à Longwy, ville dont son fils était le gouverneur, le 28 juin 1775, à l'âge de 91 ans. Le portrait de leurs deux premiers enfants, peint vers 1714 par Alexis-Simon Belle, est au Musée national des châteaux de Versailles et Trianon,. Il en eut :
- Catherine Éléonore de Béthisy (2 décembre 1707 - Saverne, 29 août 1757)[9], mariée avec Charles de Rohan Guéméné, prince de Montauban, prince de Rochefort (1693-1763), dont postérité notamment dans l'actuelle maison de Rohan, dans la famille royale d'Italie, dans la famille impériale d'Autriche ;
- Eugène Éléonor de Béthisy, marquis de Mézières, vicomte de Bourbourg, Gravelines, lieutenant-général des armées du Roi, gouverneur de Longwy (Paris, paroisse Saint Sulpice, 25 mars 1709 - Longwy, 17 novembre 1781)  marié en 1738 avec Henriette Elisabeth Julie Tarteron de Montiers, dont :
  - Eustache de Béthisy, marquis de Mézières, lieutenant-général des armées du Roi (Montiers, 5 janvier 1739 - Paris, 14 juin 1823), marié en 1767 avec Adélaïde Charlotte du Deffand, dont postérité ;
  - Henri Benoît Jules de Béthisy de Mézières, abbé de l'abbaye Notre-Dame d'Issoudun et de l'abbaye Notre-Dame de Barzelle, vicaire général de Reims, puis évêque d'Uzès, député aux Etats-généraux de 1789 puis émigré (Mézières en Santerre, 28 juillet 1744 - Londres, 8 août 1817) ;
  - Jules Jacques Éléonor de Béthisy, dit le vicomte de Béthisy, colonel en second du régiment de Gâtinais (1765), sert pendant la guerre d'Amérique, au siège de Savannah. Blessé deux fois, il est membre des Cincinnati. Mestre de camp aux grenadiers royaux du Quercy (1782), puis à ceux de Picardie, il émigre en 1791 et sert dans les régiments d'émigrés jusqu'à la fin de 1795. Rentré en France en 1797, il est arrêté, condamné à mort, mais sauvé par l'intervention de sa nièce, Mme de Grabowska. Promu maréchal de camp en 1794, il est fait lieutenant-général honoraire par Louis XVIII en février 1815 (Calais, 4 décembre 1748 - Paris, 13 décembre 1816)[10] ;
  - Marie Éléonore de Béthisy de Mézières (1750 - 21 janvier 1786), mariée en 1769 avec Anne Gabriel Pierre de Cardevac, marquis d'Havrincourt, maréchal de camp, gouverneur d'Hesdin (1739-1781), dont postérité ;
  - Charles Théophile Albert de Béthisy, né à Longwy le 22 janvier 1755, baptisé le 19 avril 1758 ;
  - Jules Jacques Éléonor de Béthisy, marié à Paris, paroisse Saint Sulpice, le 29 janvier 1784, avec Marie Françoise de Souchon d'Espraux ;
- Henriette Eugénie de Béthisy, dame du Palais de la Reine (1740), bibliophile, elle se composa une bibliothèque de livres reliés à ses armes d'alliance, elle fréquentait le salon de Madame du Deffand, alliée de sa famille, (Paris, paroisse Saint Sulpice, 17 avril 1710 - Paris, palais des Tuileries, 1er juin 1788), mariée le 20 décembre 1729 avec le prince Claude Lamoral Hyacinthe Ferdinand de Ligne (1690-1755), sans postérité[11], petit-fils de Claude Lamoral 1er de Ligne, prince de Ligne ;
- Thérèse Éléonore de Béthisy (Paris, paroisse Saint-Sulpice, 30 septembre 1711-Poussay, 1742), chanoinesse au chapitre de Poussay[12] ;
- Charles Théophile de Béthisy, dit le chevalier de Mézières, chevalier de Malte de minorité (1715), lieutenant au régiment de Picardie (1731), fait campagne en Italie où il participe à de nombreux sièges, capitaine au régiment de Bauffremont, il sert en Allemagne, notamment à Ettllingen et au siège de Philippsbourg, il sert pendant la guerre de succession d'Autriche, à la bataille de Dettingen, il est blessé à la bataille de Fontenoy, sert à Rocourt (1746) et à Lawfeld (1747). Il est promu brigadier des armées du Roi (1748), puis maréchal de camp (1759) et lieutenant général des armées du Roi (1780). À partir des années 1760, il réside à Dunkerque et contribue à la défense du front de mer. Sans alliance (Paris, paroisse Saint-Sulpice, 4 septembre 1713 - Paris, paroisse Saint Roch, 1er novembre 1788)[13] ;
- Charles Théophile de Béthisy (autre) sans alliance (Paris, paroisse Saint Sulpice, 2 mars 1716 - 24 février 1753) ;
- Françoise Charlotte de Béthisy (Paris, paroisse Saint Sulpice, 7 juin 1718 - )
- Marie Catherine de Béthisy (morte en 1794[14]), abbesse de l'abbaye de Penthemont de 1743 à 1790, elle la fit reconstruire, d'après des plans de l'architecte  Pierre Contant d'Ivry.

## Portraits
Saint-Simon décrit un Mézières « estimé pour son courage et pour son application à la guerre […] La figure en était effroyable : bossu devant et derrière à l'excès, la tête dans la poitrine au-dessous de ses épaules, faisant peine à voir respirer ; avec cela, squelette, et un visage jaune qui ressemblait à une grenouille comme deux gouttes d'eau. Il avait de l'esprit, encore plus de manège, une opinion de lui jusqu'à se regarder au miroir avec complaisance, et à se croire fait pour la galanterie. Il avait lu et retenu. »
Son épouse « avait beaucoup d'esprit insinuant et se faisant tout à tous, méchante au dernier point, et intrigante également infatigable et dangereuse. Elle a eu des filles de ce mariage, qui ne lui ont cédé sur aucun de ces chapitres, dont elles et leur mère ont rendu et rendent encore des preuves continuelles avec une audace, une hardiesse, une effronterie qui se prend à tout et n'épargne rien, et qui a mené loin leur fortune. »
« Je pense que la conformité d'effronterie et de talent d'intrigue fit un mariage si bien assorti. »